# Topo da Coroa
Le Topo da Coroa, ou Tope de Coroa (« sommet de la couronne ») est une montagne du Cap-Vert d'origine volcanique. Avec une altitude de 1 979 m, c'est le point culminant de l'île de Santo Antão.

## Géographie
Le Topo da Coroa est un sommet ultra-proéminent et le deuxième sommet de l'archipel après le Pico do Fogo (2 829 m). Il est situé dans la partie occidentale de Santo Antão, la plus sauvage, éloignée des centres urbains de Ponta do Sol ou Porto Novo. Les localités côtières les plus proches sont Monte Trigo et surtout Tarrafal, de part et d'autre de la baie du même nom (Baía de Monte Trigo).

## Histoire

### Premières observations
À la fin du XIXe siècle, le géographe Élisée Reclus, dans sa Nouvelle Géographie universelle, décrit le Topo do Coroa, un « Piton de la Couronne » qui descend brusquement vers la mer à l'ouest, mais qui, à l'est et au sud, « domine un vaste plateau d'une hauteur moyenne de 1 630 m, où les cônes volcaniques sont épars, solitaires, en groupes ou en rangées, les uns creusés en 'chaudière', avec leur croupe terminale intacte, ronde ou ovale, les autres déchirés d'un côté et formant des 'cuillers' ou cratères ébréchés ». Reclus fait également référence au géologue Cornelius Doelter (1850-1930) qui, dans Die Vulcane der Capverden und ihre Producte, avance l'idée que le Topo da Cora « serait le Vésuve d'une grande Somma circulaire dont on voit encore le pourtour déchiré ; les éruptions auraient détruit l'aspect primitif du gigantesque volcan ».

## Environnement
Le Topo da Coroa fait partie des espaces naturels protégés du Cap-Vert, avec le statut de parc naturel. On y trouve un pourcentage relativement élevé (61 %) d'espèces de plantes angiospermes endémiques du Cap-Vert, dont 25 % figurent sur la liste rouge du Cap-Vert et de Santo Antão. Des mesures sont envisagées pour la sauvegarde de la végétation semi-naturelle dans une zone dévastée par un pastoralisme non maîtrisé. Il serait ainsi possible de promouvoir un tourisme axé sur la nature. D'ores et déjà des randonneurs – peu nombreux dans cette partie de l'île – font l'ascension du sommet qui offre une succession de points de vue sur les différents cratères et sur l'île de São Vicente.